# 大阪市立中大江小学校
大阪市立中大江小学校（おおさかしりつ なかおおえ しょうがっこう）は、大阪府大阪市中央区にある公立小学校。
中央区北東部、おおむね中央大通および本町通以北で阪神高速1号環状線（東横堀川）以東の都心部を校区とする。校区内には大阪府庁や大阪城・大阪城公園・大阪ビジネスパークなども立地している。小学校南側には大阪市立中大江幼稚園が併設されている。
明治時代初期に地域に設置された4小学校を起源とし、4校が合併して1885年に創立した。太平洋戦争終戦直後には近隣の中大江東・北大江の2小学校を合併して現在の形になっている。

## 沿革

### 中大江尋常小学校
明治時代初期の学制発布により、現在の校区にあたる地域には次々と小学校が設置された。
1873年3月に東大組第六番小学校、1873年6月に東大組第七番小学校、1873年12月に東大組第八番小学校、1874年2月には東大組第九番小学校が設置された。
1875年には、第六番小学校は徳井小学校、第七番小学校は松江小学校、第八番小学校は亀山小学校、第九番小学校は大手小学校にそれぞれ改称した。
1885年7月には4校が合併し、公立中大江小学校として発足した。旧大手小学校を本校とし、旧松江小学校を第一分校、旧亀山小学校を第二分校、旧徳井小学校を第三分校とした。1887年には中大江尋常小学校と称している。
1890年には第一分校へ本校機能を移転したのち、1894年5月13日には糸屋町2-11（現在地）に新築校舎が落成し統合移転した。校舎落成・統合移転の日をもって創立記念日としている。
中大江小学校は1923年には高等科を併置し、中大江尋常高等小学校と称した。1930年には近隣の北大江校の高等科を統合している。

### 北大江尋常小学校
1872年11月に東大組第十一番小学校が開校した。同校は1878年に江畔小学校と改称している。
また1873年4月には東大組第十番小学校が開校した。島町小学校（1875年）の名称を経て1878年に石山小学校へ改称した。
石山小学校・江畔小学校の2校が1885年1月1日付で合併し、北大江尋常小学校が発足している。1895年には旧石山校敷地に移転統合している。

### 中大江東尋常小学校
1902年には従来の中大江尋常小学校校区の東部を分離する形で、大阪市中大江東尋常小学校が開校した。中大江東尋常小学校は、東区糸屋町1丁目・旧東区第二高等小学校の跡地を転用して開設された。
1923年には大阪市の市立小学校で初めてとなる、知的障害児対象の特別学級を開設している。

### 国民学校時代
1941年には国民学校令が施行され、従来の小学校は国民学校へと改編されることになった。これに伴い大阪市中大江尋常高等小学校は大阪市中大江国民学校、大阪市北大江尋常小学校は大阪市北大江国民学校、大阪市中大江東尋常小学校は大阪市中大江東国民学校へ、それぞれ改称している。
中大江校の高等科生徒に対しては1943年以降勤労動員が実施され、生徒は軍需工場での作業に従事した。また高等科は1943年、近隣の森之宮国民学校の高等科に吸収合併されている。
太平洋戦争の戦局悪化により、大阪市の国民学校尋常科児童は学童疎開を実施することになった。疎開先は各行政区ごとに指定され、当時の東区では滋賀県が疎開先として割り当てられた。中大江国民学校では神崎郡南五個荘村・北五個荘村（現在の東近江市五個荘町）、中大江東国民学校では蒲生郡老蘇村・金田村（現在の近江八幡市）、北大江国民学校では蒲生郡八幡町（現在の近江八幡市）へと集団疎開している。

### 戦災での統合
1945年の大阪大空襲では、校区に大きな被害を受けた。中大江東国民学校は同年3月13日の第一次大阪大空襲で半焼し、また中大江国民学校は同年6月7日の第三次大阪大空襲で半焼している。
北大江国民学校では校舎被災は免れたものの、港区市岡の校舎を全焼した大阪市立市岡商業学校（現在の大阪市立市岡商業高等学校）が、北大江校の校舎を仮校舎として使用するようになった。
終戦後の1945年10月には集団疎開から児童が帰阪し、授業が再開された。地域の被災や北大江校の市岡商業学校への校舎転用により、中大江東・北大江の両校は中大江国民学校の校舎を間借りして授業を実施した。
翌1946年には中大江東・北大江両校の尋常科の児童を中大江校に統合した。
北大江国民学校は高等科単独の国民学校に改編された。市岡商業学校が別の場所に仮校舎を移転させたことで、元の場所で授業を実施した。

### 学制改革以降
1947年の学制改革により、大阪市立中大江小学校となった。
また高等科単独の国民学校となった北大江国民学校は学制改革により廃止され、跡地を転用して新制大阪市立東第一中学校（1949年大阪市立東中学校）が発足した。東中学校は1988年、大阪市立船場中学校と合併して新たな大阪市立東中学校となり、大手前に移転した。北大江小学校・（旧）東中学校跡地は大阪府立中央高等学校となっている。
旧中大江東国民学校跡地は、相愛学園の仮校舎として使用されたのち、1950年に大阪市立船場中学校が設置された。船場中学校は（旧）東中学校と合併し現在の大阪市立東中学校となり、跡地は駐車場や高層マンションとなっている。
戦災の影響で休園していた大阪市立中大江幼稚園は1948年、大阪市立銅座幼稚園中大江分園として小学校内で再開した。翌1949年には大阪市立中大江幼稚園として復興している。1956年には独立園舎へと移った。
1959年には学童奨励服（標準服）が制定されている。

### 年表
- 1872年（明治5年）11月9日 - 東大組第十一番小学校（江畔小学校）開校。
- 1873年（明治6年）
  - 3月 - 東大組第六番小学校（徳井小学校）開校。
  - 4月21日 - 東大組第十番小学校（石山小学校）開校。
  - 6月 - 東大組第七番小学校（松江小学校）開校。
  - 12月 - 東大組第八番小学校（亀山小学校）開校。
- 1874年（明治7年）2月 - 東大組第九番小学校（大手小学校）開校。
- 1875年（明治8年）7月 - 徳井・松江・亀山・大手の4小学校合併、公立中大江小学校と称する。
- 1885年（明治18年）
  - 1月1日 - 石山・江畔の2小学校合併し、北大江尋常小学校が発足。
  - 11月1日 - 中大江校内に附属幼稚園科を併設。
- 1886年（明治19年） - 附属幼稚園科を中大江幼稚園に改編。
- 1887年（明治20年） - 中大江尋常小学校と称する。
- 1894年（明治27年）5月13日 - 現在地に新築校舎が落成し統合移転。
- 1902年（大正元年） - 中大江校の校区東部を分離、大阪市中大江東尋常小学校が開校。
- 1923年（大正12年） - 中大江校に高等科を併置。大阪市中大江尋常高等小学校と称する。
- 1930年（昭和5年） - 北大江校の高等科を中大江校に合併。
- 1941年（昭和16年） - 国民学校令により、大阪市中大江国民学校・大阪市北大江国民学校・大阪市中大江東国民学校となる。
- 1943年（昭和18年） - 中大江校の高等科生徒、勤労動員。高等科は森之宮国民学校内へ移転。
- 1944年（昭和19年）8月 - 滋賀県へ集団疎開を実施。
- 1945年（昭和20年）10月 - 集団疎開から帰校。北大江・中大江東両校は中大江校を間借り。
- 1946年（昭和21年） - 中大江東校および北大江校尋常科を中大江校に合併。中大江東校は廃校。北大江校は高等科単独となる。
- 1947年（昭和22年） - 学制改革により大阪市立中大江小学校発足。北大江小学校は廃校。
- 1948年（昭和23年） - 中大江幼稚園、大阪市立銅座幼稚園中大江分園として中大江小学校内で再開。
- 1949年（昭和24年） - 幼稚園、大阪市立中大江幼稚園として再発足。
- 1956年（昭和26年） - 幼稚園が独立園舎に移る。
- 1959年（昭和34年） - 学童奨励服（標準服）制定。
- 1985年（昭和60年）12月 - 校舎改築起工式 挙行。
- 1996年（平成8年）4月 - 生涯学習ルーム開設。
- 1997年（平成9年）12月 - パソコン教室設置。
- 2010年（平成22年）1月 - エレベーター設置。
- 2013年（平成25年）11月 - 創立140周年記念式典挙行。
- 2020年（令和2年）3月- 現在の西校舎増築部分が落成。

## 通学区域
- 大阪市中央区 大阪城（一部を除く）、城見1-2丁目、大手前1-3丁目、谷町1-3丁目、天満橋京町、北浜東、石町1-2丁目、島町1-2丁目、釣鐘町1-2丁目、船越町1-2丁目、内平野町1-3丁目、内淡路町1-3丁目、大手通1-3丁目、糸屋町1-2丁目、北新町、南新町1-2丁目、徳井町1-2丁目、内本町1-2丁目、鎗屋町1-2丁目、常盤町1-2丁目、東高麗橋、本町橋。

卒業生は大阪市立東中学校に進学する。

## 著名な出身者
- 岡田圭右（ますだおかだ）
- 川辺泰三（ファイティングイーグルス名古屋H.C.）

## 交通
- Osaka Metro谷町線・中央線 谷町四丁目駅より北西へ約800m
- Osaka Metro堺筋線・中央線堺筋本町駅より北東へ約1km
- Osaka Metro谷町線 天満橋駅3号出入口より南西へ約800m
- 京阪本線・中之島線天満橋駅（西口）より南西へ約900m